# Beit Al Quran
Beit Al Quran (àrab: بيت القرآن, Bayt al-Qurʾān, literalment ‘Casa de l'Alcorà’) és un complex d'usos múltiples dedicat a les arts islàmiques que es troba a Hoora, un sector d'Al-Manama, la capital de Bahrain. Construït el 1990, el complex és conegut sobretot pel seu museu islàmic, que ha estat reconegut com un dels museus islàmics més notables del món.
El complex consta d'una mesquita, una biblioteca, un auditori, una madrassa i un museu dotat amb deu sales d'exposició. Una gran cúpula de vidre cobreix la gran sala i la mesquita.